# 1915 في الولايات المتحدة
فيما يلي قوائم الأحداث التي وقعت خلال عام 1915 في الولايات المتحدة.

## سياسة

### تعيين في المنصب
- 1 يناير – تشارلز توبي عضو مجلس نواب نيوهامبشير.
- 4 يناير – جون بنيامين كندريك حاكم وايومنغ  [لغات أخرى]‏.
- 12 يناير – جورج ألفرد كارلسون Governor of Colorado [الإنجليزية]‏.
- 4 مارس – تشارلز كورتيس عضو مجلس الشيوخ الأمريكي.
- 4 مارس – وارن جي. هاردينغ عضو مجلس الشيوخ الأمريكي.
- 24 يونيو – روبرت لانسينغ وزير الخارجية الأمريكي.
- 18 ديسمبر – إديث ويلسون السيدة الأولى للولايات المتحدة.

### انتهاء فترة المنصب
- 1 يناير – كالفين كوليدج رئيس مجلس شيوخ ماساتشوستس [الإنجليزية]‏، عضو مجلس ولاية ماساتشوستس.
- 4 يناير – جوزيف مال كاري حاكم وايومنغ  [لغات أخرى]‏.
- 10 يناير – أوزوالد ويست حاكم ولاية أوريغون [الإنجليزية]‏.
- 3 مارس – ألكساندر ميتشل بالمر عضو مجلس النواب الأمريكي.
- 3 مارس – إليهو روت عضو مجلس الشيوخ الأمريكي.
- 9 يونيو – وليام جيننغز بريان وزير الخارجية الأمريكي.

## أفلام
من الأفلام التي صدرت هذه السنة في الولايات المتحدة:
- 1 يناير – سجادة من بغداد من إخراج كولن كامبل.
- 15 نوفمبر – ذا كواردلي واي من إخراج John Ince (actor) [الإنجليزية]‏.[1]

## كتب
من الكتب التي صدرت هذه السنة في الولايات المتحدة:
- 1 يناير – الفزاعة من أوز من تأليف ليمان فرانك بوم.

## مواليد

### يناير
- 2 يناير – جون هوب فرانكلين مؤرخ أمريكي.[2]
- 3 يناير – جاك ليفين فنان أمريكي.[3]
- 14 يناير – مايك بلوم لاعب كرة سلة أمريكي.
- 17 يناير – سامي أنجوت ملاكم من الولايات المتحدة الأمريكية.
- 23 يناير – بوتر ستيوارت قاضي أمريكي.[4]

### فبراير
- 5 فبراير – روبرت هوفستاتر[5]
- 7 فبراير – إدي براكن ممثل أمريكي.[6]
- 11 فبراير – ريتشارد هامينغ[7]
- 13 فبراير – لايل بيتجر[8]
- 14 فبراير – جي بول أوستن[9]
- 15 فبراير – تاف جوردن[10]
- 18 فبراير – ديفيد تيرنبول[11]
- 22 فبراير – جوس ليسنيفيتش ملاكم من الولايات المتحدة الأمريكية.
- 23 فبراير – بول تيبيتس[12]
- 23 فبراير – جون هول ممثل أمريكي.[13]
- 27 فبراير – ديك كروكيت ممثل ومخرج أمريكي.

### مارس
- 19 مارس – روبرت كول ضابط من الولايات المتحدة الأمريكية.
- 24 مارس – جورج فاغنر[14]

### أبريل
- 7 أبريل – بيلي هوليدي[15]
- 7 أبريل – ستانلي آدامز[16]
- 15 أبريل – جو أريدي
- 18 أبريل – جوي ديفيدمان شاعرة أمريكية.[17]
- 23 أبريل – مايك نوفاك لاعب كرة سلة أمريكي.

### مايو
- 4 مايو – كيرت كونواي ممثل أمريكي.[18]
- 5 مايو – أليس فاييه[19]
- 6 مايو – أورسن ويلز[20]
- 9 مايو – جون آرتشر ممثل أمريكي.[21]
- 10 مايو – روبرت دبليو هيمفيل سياسي أمريكي.[22]
- 15 مايو – بول سامويلسون عالم اقتصاد أمريكي.[23]
- 15 مايو – بيل وليامز
- 23 مايو – ستانلي دونالد ستوكي كيميائي أمريكي.[24]
- 23 مايو – كلايد ويغان فيزيائي أمريكي.[25]
- 26 مايو – سام إدواردز ممثل من الولايات المتحدة الأمريكية.[26]
- 28 مايو – جوزيف غرينبيرغ[27]

### يونيو
- 9 يونيو – روث ستون شاعرة من الولايات المتحدة الأمريكية.[28]
- 9 يونيو – لس بول[29]
- 11 يونيو – بادي باير[30]
- 12 يونيو – ديفيد روكفلر[31]
- 13 يونيو – دون بادج لاعب كرة مضرب من الولايات المتحدة.[32]
- 15 يونيو – توماس ولر[33]
- 19 يونيو – بات بوترام ممثل أمريكي.[34]
- 19 يونيو – يوليوس شوارتز[35][35]
- 26 يونيو – بول كاستيلانو مجرم من الولايات المتحدة الأمريكية.[36]
- 28 يونيو – دايفيد إدواردز[37]

### يوليو
- 1 يوليو - جين ستافورد، روائية وكاتبة قصص قصيرة من الولايات المتحدة.
- 4 يوليو – كليمنت فينش[38]
- 7 يوليو – مارغريت ووكر[39]
- 15 يوليو – ألبرت غيوروسو[40]
- 15 يوليو – وليام بيكر كيميائي أمريكي.[41]
- 16 يوليو – روبرت هيوز[42]
- 19 يونيو – يوليوس شوارتز[35][35]
- 25 يوليو – جوزيف كينيدي ضابط من الولايات المتحدة الأمريكية.[43]
- 28 يوليو – تشارلز تاونز[44]

### أغسطس
- 6 أغسطس – نورمان جايلز عالم وراثة من الولايات المتحدة الأمريكية.[45]
- 27 أغسطس – نورمان رامسي فيزيائي أمريكي.[46]
- 28 أغسطس – تول أفيري ممثل أمريكي.[47]
- 29 أغسطس – جاي سميث[48]

### سبتمبر
- 3 سبتمبر – كارل باكنغهام كوفورد عالم حيوان من الولايات المتحدة الأمريكية.
- 3 سبتمبر – ممفيس سليم موسيقي أمريكي.[49]
- 8 سبتمبر – فرانك كادي ممثل أمريكي.[50]
- 9 سبتمبر – ريتشارد ويب ممثل أمريكي.[51]
- 10 سبتمبر – إدموند أوبراين[52]
- 23 سبتمبر – كليفورد شال فيزيائي أمريكي.[53]
- 24 سبتمبر – جوزيف مونتويا سياسي أمريكي.[54]
- 24 سبتمبر – لاري غيتس ممثل أمريكي.[55]

### أكتوبر
- 1 أكتوبر – جيروم برونر عالم نفس أمريكي.[56]
- 1 أكتوبر – رالف بيشوب
- 7 أكتوبر – ميلتون وولف جندي من الولايات المتحدة الأمريكية.[57]
- 9 أكتوبر – كليفورد م هاردن سياسي أمريكي.[58]
- 17 أكتوبر – أرثر ميلر[59]
- 21 أكتوبر – أوين برادلي منتج موسيقي أمريكي.[60]
- 24 أكتوبر – بوب كين[61]

### نوفمبر
- 5 نوفمبر – هيو برادنر فيزيائي أمريكي.[62]
- 7 نوفمبر – فيليب موريسون[63]
- 9 نوفمبر – سارجنت شرايفر سياسي أمريكي.[64]
- 15 نوفمبر – مارتين نوديل[65]
- 19 نوفمبر – إيرل سوثرلند عالم وظائف أعضاء من الولايات المتحدة الأمريكية.[66]
- 19 نوفمبر – نجيب حلبي رجل أعمال من الولايات المتحدة الأمريكية.[67]
- 20 نوفمبر – ريتشارد فيسك ممثل من الولايات المتحدة الأمريكية.[68]
- 23 نوفمبر – إلين درو[69]
- 23 نوفمبر – جون دينر[70]
- 29 نوفمبر – يوجين بولي[71]

### ديسمبر
- 3 ديسمبر – جيمس داي هودجسون[72]
- 7 ديسمبر – إيلاي والاك[73]
- 12 ديسمبر – فرانك سيناترا[74]
- 14 ديسمبر – دان دايلي[75]
- 29 ديسمبر – بول مكراكين عالم اقتصاد أمريكي.[76]
- 31 ديسمبر – لي دافنبورت فيزيائي أمريكي.

## وفيات

### فبراير
- 25 فبراير – تشارلز إدوين باسي (مواليد 1845) عالم نبات أمريكي.[77]

### مارس
- 21 مارس – فريدريك وينسلو تايلور (مواليد 1856)[78]

### مايو
- 7 مايو – ألبرت هابرد (مواليد 1856)[79]
- 19 مايو – أموس ووكر باربر (مواليد 1861) سياسي أمريكي.
- 20 مايو – تشارلز فرانسيس آدمز، الابن (مواليد 1835)[80]
- 31 مايو – جون الكسندر (مواليد 1856) رسام توضيحي أمريكي.[81]

### يوليو
- 16 يوليو – إيلين وايت (مواليد 1827) كاتبة من الولايات المتحدة الأمريكية.[82]

### أغسطس
- 28 أغسطس – جون ديفيس طويل (مواليد 1838) سياسي أمريكي.[83]
- 31 أغسطس – جرين فرديمان بلاك (مواليد 1836)

### سبتمبر
- 21 سبتمبر – أنثوني كومستوك (مواليد 1844) كاتب سياسي من الولايات المتحدة الأمريكية.[84]
- 21 سبتمبر – أوستين فلينت (مواليد 1836) عالم وظائف أعضاء من الولايات المتحدة الأمريكية.[85]

### نوفمبر
- 10 نوفمبر – إدوارد لي غرين (مواليد 1843) عالم نبات أمريكي.[86]
- 14 نوفمبر – بوكر تي واشنطن (مواليد 1856)[87]